# Plenty
Plenty és una pel·lícula estatunidenco-britànica de Fred Schepisi estrenada l'any 1985. Ha estat doblada al català.

## Argument
A França, durant la Segona Guerra Mundial, Susan Traherne serveix d'agent de connexió entre els paracaigudistes anglesos i la resistència francesa. Un cop la guerra ha acabat, és persuadida que d'ara endavant res no serà com abans, Susan vol moure les coses, anar endavant. Però recau ràpidament en la rutina de la vida diària.
- Meryl Streep : Susan Traherne
- Charles Dance : Raymond Brook
- Tracey Ullman : Alice Park
- John Gielgud : Sir Leonard Darwin
- Sting : Mick
- Ian McKellen : Sir Andrew Charleson
- Sam Neill : Lazar
- Lyndon Brook : Begley
- Burt Kwouk : Mr. Aung
- André Maranne : Villon
- Pik Sen Lim : Madame Aung
- Ian Wallace : Medlicoti
- Tristram Jellinek : Dawncey
- Peter Forbes-Robertson : director de l'hotel a Brussel·les
- Hugo De Vernier : metge
- James Taylor : Tony, l'home mort

## Nominacions
- BAFTA al millor actor secundari per John Gielgud
- BAFTA a la millor actriu secundària per Tracey Ullman

## Al voltant de la pel·lícula
- Sam Neill i Meryl Streep es trobaran tres anys més tard en Un crit en la nit, dirigida pel mateix Fred Schepisi.